# 石天麟
石天麟（1218年—1309年），表字天瑞，賜名蒙古達，又名蒙古台。顺州（今北京市顺义区）人，元朝大臣。
石天麟十四岁时，入见太宗窝阔台，为宿卫。石天麟好学不倦，学习诸国书语。窝阔台命中书令耶律楚材处理庶务，选贤能作为参佐，石天麟在选，赐名蒙古台。蒙古第二次西征，以石天麟为断事官。元宪宗六年（1256年），派遣石天麟出使海都，被海都拘留，后来边将劫皇子北安王前往海都之处，住在石天麟寓所。石天麟当时渐渐与其海都执政大臣相亲近，告诉他们宗亲恩义、臣子逆顺祸福的道理，海都听说後悔悟，于是遣石天麟与北安王同归元朝。石天麟被拘留二十八年，这时才得以归还，世祖忽必烈大悦，赏赐很丰厚。拜为中书左丞，兼断事官。石天麟推辞说：“臣奉使没有功绩，陛下赦免不诛，怎可再任高职。何况臣才识浅薄，年老力衰，岂能任政，恐只留下贻庙堂的羞辱，不敢奉诏。”忽必烈嘉赏他的诚实，褒扬慰劳很久，听从。有人诬告丞相安童曾经接受海都的官爵，忽必烈大怒，石天麟上奏：“海都实为宗亲，偶有逆言，非仇敌可比，安童不拒绝他，是为了解开她的疑心，劝导他以臣顺君。”忽必烈的怒火得以消解。江南道观偶然藏宋朝皇帝遗像，有僧人素与道士交恶，揭发其事，将处以极刑，忽必烈问石天麟，石天麟回答：“辽国帝后铜像在西京现在尚有，没有听说有禁令。”事情于是作罢。石天麟七十余岁，忽必烈将自己的金龙头杖赐给他，说：“卿年老，出入宫掖，杖此可也。”当时权臣用事，人不敢言。只有石天麟指出其奸，无所顾忌，人们佩服他的忠直。元成宗即位，加荣禄大夫、司徒，大宴玉德殿，召石天麟参加，赐给他御药，命左右劝他喝酒，颇有醉意，命御辇送他还家。元武宗即位，进平章政事。至大二年（1309年）秋八月卒，时年九十二岁。赠推诚宣力保德翊戴功臣、开府仪同三司、太师、上柱国，追封冀国公，谥忠宣。
其子石珪，官至治书侍御史，转任枢密副使，再为侍御史，拜河南行中书省右丞，升任荣禄大夫、南台御史中丞，卒。次子石怀都，初袭断事官，官至刑部尚书、荆湖北道宣慰使。其孙哈蓝赤，袭断事官。

## 延伸阅读
[在维基数据编辑]
 《元史·卷153》，出自宋濂《元史》
 《新元史/卷186》，出自柯劭忞《新元史》